# Canottaggio ai Giochi della XXXI Olimpiade - 2 senza maschile
Il 2 senza maschile dei Giochi della XXXI Olimpiade si è svolta tra il 6 e l'11 agosto 2016. Hanno partecipato 13 equipaggi.

## Formato
La competizione si è svolta su tre turni, in ognuno dei quali i primi tre classificati di ogni batteria avanzano al turno successivo. Gli equipaggi eliminati al primo turno competono in una batteria di ripescaggio, la quale qualifica altri tre equipaggi al secondo turno.
Gli equipaggi eliminati nelle semifinali hanno partecipato alla Finale B.

## Risultati

### Batterie
| Pos. | Atleti                          | Nazione     | Tempo   | Note  |
| ---- | ------------------------------- | ----------- | ------- | ----- |
| 1    | Spencer Turrin Alexander Lloyd  | Australia   | 6:40.79 | S A/B |
| 2    | Lawrence Brittain Shaun Keeling | Sudafrica   | 6:41.42 | S A/B |
| 3    | Jakub Podrazil Lukáš Helešic    | Rep. Ceca   | 6:42.71 | S A/B |
| 4    | Anders Weiss Nareg Guregian     | Stati Uniti | 6:49.97 | R     |
| 5    | Àlex Sigurbjörnsson Pau Vela    | Spagna      | 6:54.26 | R     |

| Pos. | Atleti                                         | Nazione       | Tempo   | Note  |
| ---- | ---------------------------------------------- | ------------- | ------- | ----- |
| 1    | Germain Chardin Dorian Mortelette              | Francia       | 6:42.00 | S A/B |
| 2    | Alan Sinclair Stewart Innes                    | Gran Bretagna | 6:50.77 | S A/B |
| 3    | Cristi-Ilie Pârghie George Alexandru Pălămariu | Romania       | 6:51.71 | S A/B |
| 4    | Roel Braas Mitchel Steenman                    | Paesi Bassi   | 7:22.93 | R     |

| Pos. | Atleti                              | Nazione       | Tempo   | Note  |
| ---- | ----------------------------------- | ------------- | ------- | ----- |
| 1    | Eric Murray Hamish Bond             | Nuova Zelanda | 6:41.75 | S A/B |
| 2    | Giovanni Abagnale Marco Di Costanzo | Italia        | 6:46.04 | S A/B |
| 3    | Adrián Juhász Béla Simon            | Ungheria      | 6:59.28 | S A/B |
| 4    | Miloš Vasić Nenad Beđik             | Serbia        | DNF     | R     |

### Ripescaggio
| Pos. | Atleti                       | Nazione     | Tempo   | Note |
| ---- | ---------------------------- | ----------- | ------- | ---- |
| 1    | Roel Braas Mitchel Steenman  | Paesi Bassi | 6:34.16 | Q    |
| 2    | Miloš Vasić Nenad Beđik      | Serbia      | 6:34.52 | Q    |
| 3    | Anders Weiss Nareg Guregian  | Stati Uniti | 6:36.30 | Q    |
| 4    | Àlex Sigurbjörnsson Pau Vela | Spagna      | 6:40.27 |      |

### Semifinali

#### Semifinale A/B 1
| Pos. | Atleti                                         | Nazione     | Tempo   | Note |
| ---- | ---------------------------------------------- | ----------- | ------- | ---- |
| 1    | Giovanni Abagnale Marco Di Costanzo            | Italia      | 6:24.96 | FA   |
| 2    | Spencer Turrin Alexander Lloyd                 | Australia   | 6:25.25 | FA   |
| 3    | Germain Chardin Dorian Mortelette              | Francia     | 6:26.10 | FA   |
| 4    | Roel Braas Mitchel Steenman                    | Paesi Bassi | 6:26.94 | FB   |
| 5    | Anders Weiss Nareg Guregian                    | Stati Uniti | 6:33.95 | FB   |
| 6    | Cristi-Ilie Pârghie George Alexandru Pălămariu | Romania     | 6:48.17 | FB   |

#### Semifinale A/B 2
| Pos. | Atleti                          | Nazione       | Tempo   | Note |
| ---- | ------------------------------- | ------------- | ------- | ---- |
| 1    | Eric Murray Hamish Bond         | Nuova Zelanda | 6:23.36 | FA   |
| 2    | Alan Sinclair Stewart Innes     | Gran Bretagna | 6:26.37 | FA   |
| 3    | Lawrence Brittain Shaun Keeling | Sudafrica     | 6:27.59 | FA   |
| 4    | Adrián Juhász Béla Simon        | Ungheria      | 6:29.12 | FB   |
| 5    | Miloš Vasić Nenad Beđik         | Serbia        | 6:31.00 | FB   |
| 6    | Jakub Podrazil Lukáš Helešic    | Rep. Ceca     | 6:32.85 | FB   |

### Finali
| Pos. | Atleti                                         | Nazione     | Tempo   | Note |
| ---- | ---------------------------------------------- | ----------- | ------- | ---- |
| 7    | Jakub Podrazil Lukáš Helešic                   | Rep. Ceca   | 7:00.04 |      |
| 8    | Roel Braas Mitchel Steenman                    | Paesi Bassi | 7:01.88 |      |
| 9    | Adrián Juhász Béla Simon                       | Ungheria    | 7:03.34 |      |
| 10   | Miloš Vasić Nenad Beđik                        | Serbia      | 7:04.71 |      |
| 11   | Anders Weiss Nareg Guregian                    | Stati Uniti | 7:10.60 |      |
| 12   | Cristi-Ilie Pârghie George Alexandru Pălămariu | Romania     | 7:13.68 |      |

| Pos. | Atleti                              | Nazione       | Tempo   | Note |
| ---- | ----------------------------------- | ------------- | ------- | ---- |
|      | Eric Murray Hamish Bond             | Nuova Zelanda | 6:59.71 |      |
|      | Lawrence Brittain Shaun Keeling     | Sudafrica     | 7:02.51 |      |
|      | Giovanni Abagnale Marco Di Costanzo | Italia        | 7:04.52 |      |
| 4    | Alan Sinclair Stewart Innes         | Gran Bretagna | 7:07.99 |      |
| 5    | Germain Chardin Dorian Mortelette   | Francia       | 7:09.91 |      |
| 6    | Spencer Turrin Alexander Lloyd      | Australia     | 7:11.60 |      |